# Enlèvements de citoyens japonais par la Corée du Nord
Plusieurs enlèvements de citoyens japonais par des agents du gouvernement de Corée du Nord ont eu lieu de 1977 à 1983. 17 Japonais (huit hommes et neuf femmes) sont officiellement reconnus par le gouvernement japonais comme ayant été enlevés. Le gouvernement nord-coréen a officiellement admis avoir enlevé treize citoyens japonais en 2002.
Plusieurs témoignages indiquent que de nombreux citoyens non-japonais, dont des Européens, ont également été enlevés par la Corée du Nord.

## Victimes officiellement reconnues par le gouvernement japonais
Dix-sept citoyens sont officiellement reconnus par le gouvernement japonais comme victimes d'enlèvements de la Corée du Nord de 1977 à 1983,,. La seizième, Minoru Tanaka, est rajoutée à la liste le 27 avril 2005, après la découverte de preuves d'un enlèvement. La dix-septième, Kyoko Matsumoto, est rajoutée en novembre 2006.
Il pourrait y avoir en réalité une centaine de victimes, voire plusieurs centaines.
Comme par exemple Susumu Fujita qui ne fut pas officiellement identifiée par le gouvernement japonais malgré de solides preuves. Autre cas, en février 2019, la Corée du Nord annonce que Tatsumitsu Kaneda, un Japonais porté disparu depuis 1979 mais non inscrit sur la liste officielle, avait en fait été enlevé après avoir été convaincu de se rendre en Autriche par une lettre de Minoru Tanaka, lui-même enlevé un an plus tôt, un de ses collègues d'un restaurant de ramen. Il vivrait aujourd'hui à Pyongyang avec sa femme et ses enfants.
| Nom                | Sexe  | Date de naissance | Circonstances de l'enlèvement | Statut actuel |
| ------------------ | ----- | ----------------- | --- | --- |
| Yutaka Kume        | Homme | Vers 1925         | Disparu le 19 septembre 1977 dans la péninsule de Noto, préfecture d'Ishikawa. | La Corée du Nord rejette toute implication. |
| Kyoko Matsumoto    | Femme | 1948              | Disparue le 21 octobre 1977 sur le chemin de ses cours de tricotage près de sa maison.                                                                                              | En 2010, la Corée du Nord n'a toujours donné aucune réponse aux demandes japonaises.                                                                                      |
| Megumi Yokota      | Femme | 15 octobre 1964   | Disparue le 15 novembre 1977 à Niigata, préfecture de Niigata. | Supposée morte le 13 mars 1994 en Corée du Nord (la date est d'abord annoncée comme 1993 puis plus tard reprise par Pyongyang).                                           |
| Minoru Tanaka      | Homme | Vers 1950         | Disparu en juin 1978. Il travaillait dans un restaurant de ramen dont le propriétaire aurait été un agent de la Corée du Nord. A été convaincu de partir à Vienne où il est enlevé. | La Corée du Nord a longtemps rejeté toute implication avant d'annoncer en février 2019 qu'il était toujours vivant et habitait à Pyongyang avec sa femme et ses enfants,. |
| Yaeko Taguchi (en) | Femme | 10 août 1955      | Disparue en juin 1978 d'un endroit indéterminé. | Supposée morte le 30 juillet 1986 en Corée du Nord. Cependant, Kim Hyon-hui, la terroriste du vol coréen 858, rejette les allégations de la Corée du Nord.                |
| Yasushi Chimura    | Homme | 4 juin 1955       | Disparu le 7 juillet 1978 avec sa fiancée Fukie Hamamoto près d'Obama. | Vivant (rapatrié). |
| Fukie Hamamoto     | Femme | 8 juin 1955       | Disparue le 7 juillet 1978 avec son fiancé Yasushi Chimura près d'Obama. | Vivante (rapatriée). |
| Kaoru Hasuike (en) | Homme | 29 septembre 1957 | Disparu le 31 juillet 1978 avec sa petite-amie Yukiko Okudo près de Kashiwazaki. | Vivant (rapatrié). |
| Yukiko Okudo       | Femme | 15 avril 1956     | Disparue le 31 juillet 1978 avec son petit-ami Kaoru Hasuike près de Kashiwazaki.                                                                                                   | Vivante (rapatriée). |
| Hitomi Soga (en)   | Femme | 17 mai 1959       | Disparue avec sa mère Miyoshi Soga le 12 août 1978 sur l'île de Sado, préfecture de Niigata.                                                                                        | A épousé Charles Robert Jenkins, déserteur américain, en 1980, et est retournée au Japon avec lui en 2004.                                                                |
| Miyoshi Soga       | Femme | Vers 1932         | Disparue avec sa fille Hitomi Soga le 12 août 1978 sur l'île de Sado, préfecture de Niigata.                                                                                        | La Corée du Nord affirme que Miyoshi Soga n'est jamais entrée dans le pays.                                                                                               |
| Rumiko Matsumoto   | Femme | 1er novembre 1954 | Disparue le 12 août 1978 à Fukiage (en), préfecture de Kagoshima, avec son petit-ami Shuichi Ichikawa.                                                                              | Supposée morte le 17 août 1981 en Corée du Nord. |
| Shuichi Ichikawa   | Homme | 20 octobre 1954   | Disparu 12 août 1978 à Fukiage (en), préfecture de Kagoshima, avec sa petite-amie Rumiko Matsumoto.                                                                                 | Supposé mort le 4 septembre 1979 en Corée du Nord. |
| Toru Ishioka       | Homme | 29 juin 1957      | Disparu en mai 1980 à Madrid durant un séjour en Europe. | Supposé mort le 4 novembre 1988 en Corée du Nord. |
| Kaoru Matsuki      | Homme | 23 juin 1953      | Disparu en mai 1980 à Madrid durant un séjour en Europe. | Supposé mort le 23 août 1996 en Corée du Nord. |
| Tadaaki Hara       | Homme | 10 août 1936      | Disparu en juin 1980 à Miyazaki, préfecture de Miyazaki. | Supposé mort le 19 juillet 1986 en Corée du Nord. |
| Keiko Arimoto      | Femme | 12 janvier 1960   | Disparue en juin 1983 à Copenhague pendant un séjour d'étude de l'anglais. | Supposée morte le 4 novembre 1988 en Corée du Nord. |

La plupart des disparus étaient âgés d'une vingtaine d'années, mais la plus jeune, Megumi Yokota, avait 13 ans quand elle a disparu en novembre 1977 dans la ville côtière de Niigata. Le gouvernement nord-coréen affirme qu'elle s'est suicidée en mars 1994.
Il est possible que les victimes aient été enlevées pour enseigner la langue et la culture japonaise à des espions nord-coréens. Les victimes les plus âgées pourraient également avoir été enlevées pour que la Corée du Nord s'approprie leurs identités et il est probable que ces personnes ont été tuées immédiatement. Il est aussi supposé que des femmes japonaises ont été enlevées pour servir d'épouses à un groupe de terroristes japonais basé en Corée du Nord à la suite du détournement du vol 351 (en), et que certaines ont été enlevées parce qu'elles furent témoins des activités d'agents nord-coréens au Japon, ce qui pourrait expliquer l'enlèvement de Megumi Yokota alors qu'elle n'était qu'une petite fille.
Parmi les victimes non officiellement reconnues, on trouve des professionnels de santé, des mécaniciens ou encore des imprimeurs : des corps de métier dont les compétences étaient nécessaires pour la Corée du Nord. Des scientifiques, techniciens et ingénieurs auraient également été enlevés pour les programmes militaires et nucléaires nord-coréens.

## Reconnaissance des faits
En 1980, le journaliste Masami Abe (阿部 雅美, Abe Masami) fait le premier le lien entre la disparition de ces différents couples[Quoi ?] sur la côte ouest du Japon pendant l'été 1978, et un possible enlèvement par des agents nord-coréens. Un navire espion nord-coréen a été repéré au large, des transmissions radio étranges ont été entendues près de la côte, et un enlèvement raté par des étrangers a été signalé dans la région trois jours après la disparition de Rumiko Matsumoto. Il en tire un article intitulé « Mystérieuse disparition de trois couples : un service de renseignement étranger impliqué ? » (アベック三組ナゾの蒸発 外国情報機関が関与？, Abekku san-kumi nazo no jōhatsu  gaikoku jōhō kikan ga kan'yo), paru dans Sankei Shinbun le 7 janvier.
La police reconnaît alors que des agents nord-coréens tentaient de rentrer au Japon par la mer : elle a trouvé des émetteurs radio, capté des conversations et récupéré des embarcations.
En novembre 1987, Kim Hyon-hui, une agente nord-coréenne se faisant passer pour une citoyenne japonaise, est arrêtée après avoir réussi à placer une bombe dans le vol 858 Korean Air, détruit en plein vol. Elle explique avoir été formée à Pyongyang par des Japonais enlevés à cette fin par le régime.
Pendant très longtemps, le gouvernement japonais ne fit aucune action, malgré les pressions de groupes de parents japonais. Ces enlèvements étaient de plus démentis par la Corée du Nord et ses sympathisants (comme l'association Chongryon et le parti socialiste japonais) et souvent considérées comme une théorie du complot[réf. souhaitée].
En mars 1997 est créée l’Association des familles de victimes d’enlèvement par la Corée du Nord, et en mai de la même année, le gouvernement japonais reconnaît pour la première fois que dix Japonais, parmi lesquels Megumi Yokota, ont probablement été kidnappés.
Jun'ichirō Koizumi, puis Shinzō Abe ont depuis fait de cette question un élément central de leurs revendications vis-à-vis de la Corée du Nord. D'après Kyoko Nakayama, conseillère spéciale de Tokyo auprès du premier ministre sur la question des enlèvements : « Il s'agit de secourir nos citoyens (des enlèvements en cours). Ils auront tout le soutien possible pour regagner la liberté et la dignité. C'est notre devoir de les ramener ». Pour certains observateurs et éditorialistes tels que Norimitsu Onishi, ces enlèvements sont utilisés par les hommes politiques nationalistes japonais pour accroître la militarisation, pousser à une révision de la constitution afin de réduire les limites imposées à l'armée, ou encore réviser la loi basique sur l'éducation,.

## Négociations entre la Corée du Nord et le Japon à partir de 2002
Le 17 septembre 2002, le premier ministre japonais Jun'ichirō Koizumi effectue une visite en Corée du Nord pour rencontrer Kim Jong-il. Afin de faciliter la normalisation des relations entre les deux pays, celui-ci admet que la Corée du Nord est responsable de l'enlèvement de treize citoyens japonais et exprime des excuses orales. Il affirme que huit des victimes sont décédées et cinq autres vivantes. Il attribue la responsabilité de ces enlèvements à « certaines personnes qui voulaient montrer leur héroïsme et leur aventurisme » et veut éviter d'en assumer le blâme.
La Corée du Nord fournit alors les certificats de décès des huit personnes que le Nord affirme être décédées, mais elle admet lors d'une conférence en novembre 2004 que ces documents sont faux[réf. nécessaire].

### Retour de cinq victimes
Plus tard, la Corée du Nord autorise cinq victimes à retourner au Japon, à condition qu'elles reviennent plus tard au Nord. Les victimes rentrent au Japon le 15 octobre 2002.
Cependant, le gouvernement japonais, influencé par l'opinion publique et les familles des victimes, déclare à la Corée du Nord que les victimes ne reviendront pas. Le Nord estime que c'est une violation de l'accord et refuse de continuer les négociations[réf. nécessaire].
Les cinq victimes rapatriées sont : Yasushi Chimura et sa femme Fukie, Kaoru Hasuike (en) et sa femme Yukiko, et Hitomi Soga (en).

### Retour des enfants des victimes rapatriées

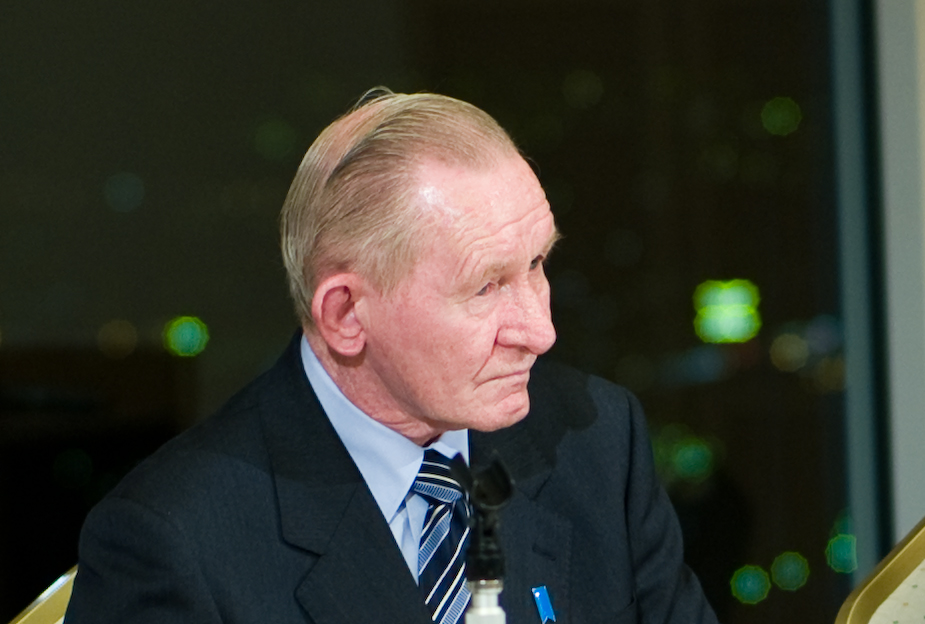
Charles Robert Jenkins.

Les trois enfants de la famille Chimura et les deux enfants de la famille Hasuike, qui sont nés en Corée du Nord, sont autorisés à rejoindre leurs parents au Japon après une seconde visite du premier ministre Koizumi à Pyongyang le 22 mai 2004. Selon leurs parents ou autres proches, les cinq enfants expriment leur désir de rester au Japon et de vivre en tant que Japonais.
Hitomi Soga retrouve également son mari et ses enfants, mais par un processus plus compliqué. Son mari est Charles Robert Jenkins, soldat américain posté en Corée du Sud qui déserta en 1965 pour rejoindre le Nord où il rencontra et épousa Soga. Craignant la cour martiale, Jenkins, avec ses deux filles, retrouvent d'abord Soga à Jakarta en Indonésie le 9 juillet 2004, avant de retourner ensemble au Japon le 18 juillet. Deux mois plus tard, le 11 septembre 2004, Jenkins est signalé à la base américaine de Camp Zama (en) où il reçoit une condamnation légère pour désertion et aide à l'ennemi et est renvoyé officiellement de l'armée. La famille est partie ensuite vivre sur l'île de Sado au Japon.

### Enquête et nouvelles preuves
En novembre 2004, la Corée du Nord retourne les cendres de deux corps humains, en déclarant qu'il s'agit de ceux de Megumi Yokota et Kaoru Matsuki. Après un test ADN, le Japon conclut que ces restes n'appartiennent ni à l'une, ni à l'autre. Cependant, la revue scientifique indépendante Nature publie en février 2005 un article très critique sur ces tests, qui furent effectués à l'université Teikyō par Tomio Yoshii, un membre subalterne (maître de conférences) du corps professoral du département de médecine légale, sans la présence d'un professeur. Yoshii a reconnu plus tard qu'il n'avait aucune expérience dans l'analyse de cendres humaines. Cette erreur - intentionnelle ou non - provoque une tension dans les relations entre la Corée du Nord et le Japon. Selon le ministre japonais des Affaires étrangères, les restes ne peuvent plus être testés.
Lors d'une entrevue avec la police japonaise, Yasushi Chimura et Kaoru Hasuike, deux des victimes rapatriées en 2002, identifient deux de leurs ravisseurs comme étant Sin Gwang-su (en) (aussi connu sous le nom de Sin Kwang-su) et un homme nommé « Pak ». La police procède ainsi à l'arrestation de Sin Gwang-su et Choi Sung Chol pour l'enlèvement de citoyens japonais. Sin a également déclaré à la police sud-coréenne que c'est Kim Jong-il en personne qui lui avait ordonné de mener ces enlèvements.
En mars 2006, la police d'Osaka perquisitionne six installations, dont la chambre de Commerce nord-coréenne, dans le cadre d'une enquête sur les circonstances de l'enlèvement en juin 1980 d'une des victimes supposées, Tadaaki Hara. Les six installations sont toutes liées à l'association Chongryon, une organisation de résidents coréens au Japon pro-Pyongyang. Un porte-parole de la police déclare que le directeur de l'association, à l'époque des enlèvements, est suspecté de complicité.

### Situation actuelle

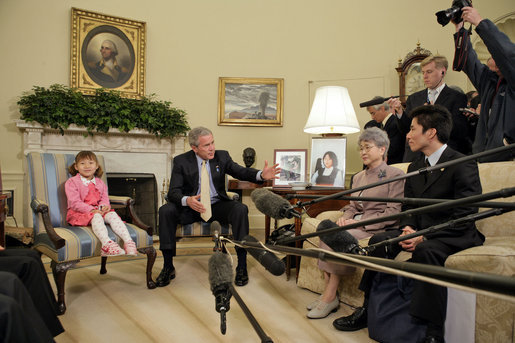
Sakie Yokota, la mère de la fillette enlevée, Megumi Yokota, rencontre le président américain George W. Bush à la Maison-Blanche en avril 2006.

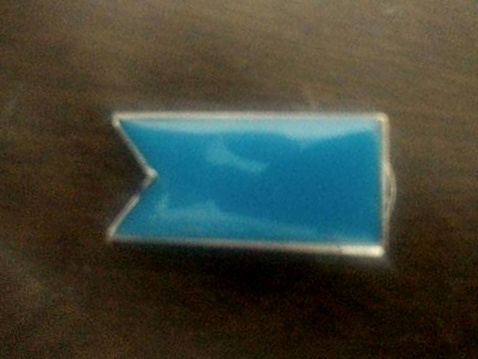
Badge porté en soutien au retour des victimes au Japon.

Le gouvernement nord-coréen continue d'affirmer qu'il n'y a eu que treize citoyens japonais enlevés et que le problème a été résolu avec le retour des cinq victimes. Cependant, le gouvernement japonais déclare que la question n'est pas complètement close, et que tous les éléments de preuves fournis par le Nord sont faux.
Le secrétaire général du Cabinet Hiroyuki Hosoda a déclaré le 24 décembre 2004 qu'« à moins que des mesures honnêtes soient prises rapidement, nous ne pouvons pas aider sans prendre des mesures strictes », faisant allusion à d'éventuelles sanctions, dont aucune n'a encore été décidée par le Japon.
Un groupe de soutien aux victimes est également allé demander de l'aide aux Nations unies. Le secrétaire général Kofi Annan mentionne le problème pendant un discours à la diète du Japon le 24 février 2004, exprimant son soutien aux victimes et à leurs familles et ses vœux d'un complet rétablissement.
Plus tard dans l'année, le congrès des États-Unis vote la loi sur les droits de l'homme en Corée du Nord de 2004 (en). En réponse, le parti au pouvoir en Corée du Sud, qui ne veut pas détériorer ses relations avec le Nord, exprime son inquiétude. En outre, les familles de victimes et leurs sympathisants expriment leur gratitude au gouvernement et au président des États-Unis.
En 2004, la diète japonaise approuve deux lois visant à restreindre le commerce avec la Corée du Nord.
Le 5 novembre 2005, le Royaume-Uni se trouve à la tête de quarante-cinq pays ou organisations, dont l'Union européenne, les États-Unis et le Japon, pour discuter d'une possibilité de condamner la Corée du Nord aux Nations unies. Le 16 décembre, cette proposition est adoptée par l'assemblée générale avec quatre-vingt-huit pour, vingt-et-un contre et soixante abstention. Fait intéressant, la Chine et la Russie se sont opposées à la proposition et la Corée du Sud s'est abstenue. L'ONU condamne ainsi la Corée du Nord pour « violations systématiques des droits de l'homme » et mentionne la question des enlèvements, l'existence de camps de concentration et les abus contre les déserteurs nord-coréens renvoyés en Corée du Nord.
Un groupe de travail pour étudier le non-respect des droits de l'homme a également été mis en place lors des pourparlers à six.
La secrétaire d'État des États-Unis, Condoleezza Rice, exprime son soutien dans l'affaire des enlèvements.
Le 27 avril 2006, Sakie Yokota, la mère de Megumi Yokota, témoigne à la chambre des représentants des États-Unis réunie spécialement pour discuter des enlèvements. Le lendemain, Yokota rencontre le président George W. Bush pour demander l'aide des États-Unis dans la résolution de la question. Le président considère la rencontre comme l'« une des plus émouvantes » de sa présidence et met en cause les actions de la Corée du Nord.
Le 13 juin 2006, la loi sur les droits de l'homme en Corée du Nord, visant à appliquer des sanctions sur la Corée du Nord, est discutée à la diète du Japon.
Après le décès de Kim Jong-il en décembre 2011, l'ancienne victime Kaoru Hasuike exprime son souhait que le gouvernement japonais « analyse avec attention l'état des affaires en Corée du Nord et fasse de son mieux pour assurer la sécurité des victimes toujours séquestrées ».
La question des enlèvements est réellement devenue centrale dans la politique nord-coréenne du Japon et sa participation aux pourparlers à six. Plus important, « Tokyo garde en réserve la possibilité d'incitations économiques, largement considérées comme essentielles à une approche globale et comme dernière solution à l’énigme du nucléaire, sur l'établissement de relations diplomatiques avec la Corée du Nord — un développement qui repose également sur une résolution de la question des enlèvements ».
Une controverse survient en mai 2012 lorsque le Japon proteste vigoureusement qu'un diplomate américain a mis en relation la question des enlèvements de citoyens japonais par la Corée du Nord avec celle des enlèvements au Japon d'enfant par un de leurs parents.
Les parents de Megumi Yokota rencontrent leur petite-fille Kim Un-kyong à Oulan-Bator en mars 2014.
Le gouvernement nord-coréen révèle une liste d'une trentaine de noms de ressortissants japonais qui vivraient en Corée du Nord en juillet 2014.

## Autres enlèvements par la Corée du Nord
La Corée du Nord est également responsable d'enlèvements en Corée du Sud, la cible principale du Nord. Il y aurait, selon une estimation de 2006, environ 486 Sud-Coréens séquestrées au Nord. D'après Juliette Morillot, historienne spécialiste de la péninsule coréenne, 3 800 Sud-Coréens ont été enlevés depuis 1953.
Le 11 décembre 1969, un avion de ligne YS-11 est détourné par un agent nord-coréen juste après son décollage de Gangneung. Le pilote est forcé de voler jusqu'en Corée du Nord. L'équipage, l'avion, et sept passagers n'ont jamais repassé la frontière. La Corée du Nord affirme que ceci est un acte d'asile demandé par le pilote, mais cela est considéré comme un nouveau cas d'enlèvement.
Dans les années 1970, beaucoup de femmes sont enlevées au Liban et, en juillet 1977, une actrice/pianiste coréenne et son époux échappent à une tentative d'enlèvement en Yougoslavie. En 1978, le réalisateur Shin Sang-ok et sa femme, actrice, Choi Eun-hee sont enlevés ; ils parviennent à fuir en 1986. D'autres incidents concernent l'enlèvement de lycéens en Corée du Sud.
En 1979, quatre Libanaises enlevées l'année précédente à Beyrouth sont libérées ; elles racontent avoir côtoyé durant leur captivité trois Françaises, trois Italiennes, deux Hollandaises et des femmes du Moyen-Orient. D'autres témoignages, notamment de Choi Eun-hee et de Kim Hyon-hui, avancent l'enlèvement de deux Chinois (Macao), un Jordanien, quatre Malaisiens et un Singapourien.
La commission des droits de l'homme des Nations unies commence à enquêter sur les enlèvements de Coréens. La victime Hitomi Soga (en) a aussi affirmé que des citoyens de Roumanie et de Thaïlande avaient également été enlevées. La famille d'une victime thaïlandaise a été identifiée et le gouvernement japonais travaille avec le gouvernement thaïlandais pour résoudre la question.
Selon le comité pour la démocratisation de la Corée du Nord, les agents nord-coréens auraient également enlevé environ 200 citoyens de la République populaire de Chine à partir de la fin des années 1990, principalement d'origine coréenne vivant dans les villes frontières au nord de la Chine qui aidaient les déserteurs nord-coréens. Les victimes enlevées étaient ensuite emprisonnées en Corée du Nord. Le gouvernement chinois n'a toujours pas demandé le rapatriement des victimes, une politique visant à préserver l'harmonie entre les deux pays.
La disparition de l'étudiant américain David Sneddon en Chine en 2004 passe pour avoir été orchestrée par la Corée du Nord.

## Fiction
Le personnage principal du roman américain La Vie volée de Jun Do passe plusieurs années, dans la première partie du livre, à aider et organiser l'enlèvement de citoyens japonais par la Corée du Nord. Ces enlèvements et certaines victimes sont un thème secondaire important dans la suite du roman.
Le roman français Eclipses japonaises d'Éric Faye traite du sujet des enlèvements et de la vie en Corée du Nord de plusieurs victimes japonaises. La postface cite diverses sources (livres et films documentaires) utilisées par l’auteur pour écrire son roman.